# Guntram
Guntram, tudi  Gontram, Gontran ali (sveti) Guntramnus, je bil od leta 561 do 592 merovinški kralj Burgundije, * okoli 532, Soissons, † 28. januar 592, Chalon-sur-Saône.

## Življenjepis
Guntram je bil  tretji najstarejši in drugi preživeli  sin kralja Klotarja I. in njegove žene (ali priležnice)  Ingunde. Po očetovi smrti leta 561 je nasledil  četrtino Frankovskega kraljestva, ki je obsegala predvsem Burgundijo s prestolnico Orléans.
Po pisanju Gregorja Tourskega se na samem začetku vladavine ni razlikoval od drugih članov svoje družine, znane po nagnjenosti k razvratu. Za prvo ženo je vzel Venerando, s katero je imel sina Gundobada. Ko jo je zaradi nove priležnice Markatrude odslovil, je ukazala zastrupiti njegovega sina, zato jo je izgnal. S tretjo priležnico Avsterhildo je imel dva sinova. 
Guntar se je postopoma duhovno preobrazil in se začel resno kesati za grehe iz preteklosti in se poskušal odkupiti kot idealen krščanski vladar, ki pomaga svojim podložnikom.  Očitno mu je to vsaj delno uspelo, saj ga Gregor Tourski  imenuje »dobri kralj Guntram« in trdi, da je osebno prisostvoval čudežem, ki jih je naredil.
Leta 567 mu je umrl brat Haribert I.. Preživeli bratje so si razdelili njegovo ozemlje s sedežem v Parizu.  Guntram je odklonil ponudbo Haribertove vdove Tedehilde, da bi s poroko z  njo dobil celo bratovo ozemlje, ker je imel  takšen zakon za krvoskrunski, in jo namesto tega poslal v samostan v Arles.  
Leta 573 se je sprl z bratom Sigibertom I.  Avstrazijskim in sklenil  zavezništvo z bratom Hilperikom I. Nevstrijskim. Zveza je leta 575 razpadla in Guntram se je obrnil proti Hilperiku, tokrat v zavezništvu z bratom Sigibertom. Sigibertu je s pomočjo Guntramovega generala Mumola uspelo poraziti Hilperika.
Guntramu sta leta 577 umrla sinova Klotar in Klodomer, zato je za svojega naslednika izbral Sigibertovega sina Hildeberta II.. Hildebert II. se je s Hilperikovo podporo že leta 583 obrnil proti svojemu stricu.  Spor je za nekaj časa prekinila Hilperikova smrt leta 584, po kateri je Guntram brez uspeha poskušal osvojiti Septimanijo. Naslednje leto mu je uspelo zatreti upor samozvanega Klotarjevaga sina Guundovalda in preživel poskus atentata, ki ga je organizirala Hilperikova vdova Fredegunda. Sovražnosti med preostalima dvema frankovskima kraljestvoma so se končale s sklenitvijo Andelotskega sporazuma 28. novembra 587. Guntram je preostala leta življenja preživel v neuspešnih poskusih osvojitve Septimanije in malo uspešnejšo 
pokoritvijo Bretoncev pod kraljem Varohom.

## Nasledstvo
Po smrti leta 592 ga je nasledil nečak  Hildebert II..